# کاخ لوور
کاخ لوور (به فرانسوی: Palais du Louvre) یک کاخ پادشاهی سابق است که در ساحل شرقی رود سن در پاریس، بین پارک تویلری و کلیسای Saint Germain l'Auxerrois واقع شده‌است. در ابتدا یک قلعه ساخته شده در دوره قرون وسطایی بود که در قرن چهاردهم در دوران شارل پنجم به یک کاخ سلطنتی تبدیل شد و هر از گاهی توسط پادشاهان فرانسه به عنوان محل اصلی اقامتشان پاریس مورد استفاده قرار می‌گرفت. ساختار فعلی آن از قرن شانزدهم تکمیل شده‌است. در سال ۱۷۹۳ بخشی از لوور به موزه عمومی تبدیل شد. اکنون موزه لوور در بخش اعظم بنا گسترش یافته‌است.
کاخ لوور امروزی مجموعه‌ای گسترده از بال و غرفه در چهار سطح اصلی است که اگرچه به نظر می‌رسد یکپارچه باشد، اما نتیجه بسیاری از مراحل ساخت، اصلاح، تخریب و مرمت است. این کاخ در سمت راست رودخانه ساین بین Rue de Rivoli به سمت شمال و Quai François Mitterrand در جنوب واقع شده‌است. در غرب جاردین des Tuileries و از شرق، Rue de l'Amiral de Coligny است، که در آن زیباترین نمای معماری، لوور کلوناد و Place du Louvre واقع شده‌است. این مجتمع حدود ۴۰ هکتار را اشغال کرده و دو چهار ضلع اصلی را تشکیل می‌دهد که دو حیاط بزرگ را محصور می‌کند: Cour Carrée (حیاط میدان) که تحت نظر ناپلئون اول تکمیل شده‌است، و بزرگتر Cour Napoléon (حیاط ناپلئون) با Cour du Carrousel در غرب آن، ساخته شده در زیر ناپلئون سوم. Cour Napoléon و Cour du Carrousel با خیابان معروف به Place du Carrousel از هم جدا می‌شوند.

## نگارخانه

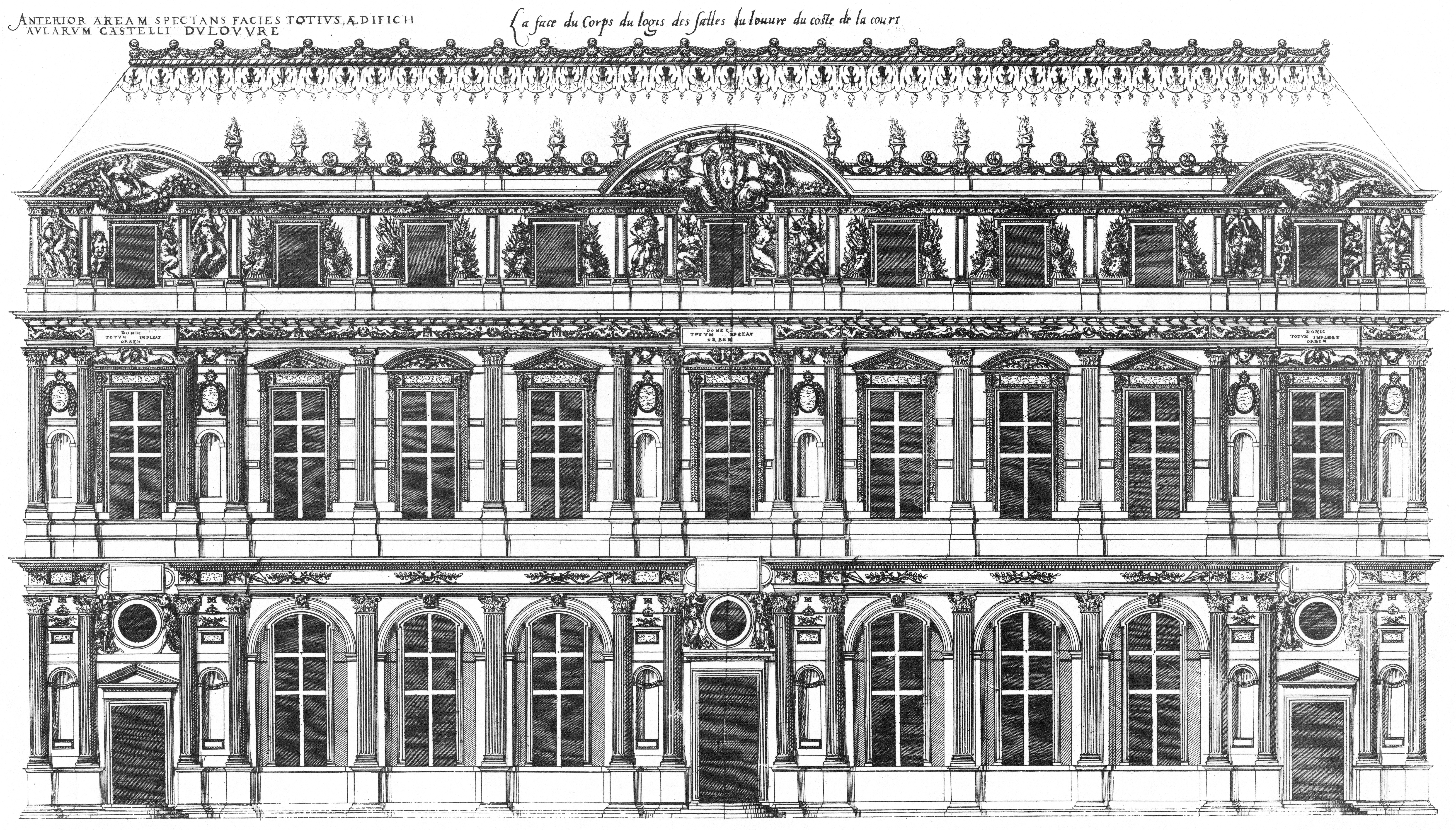
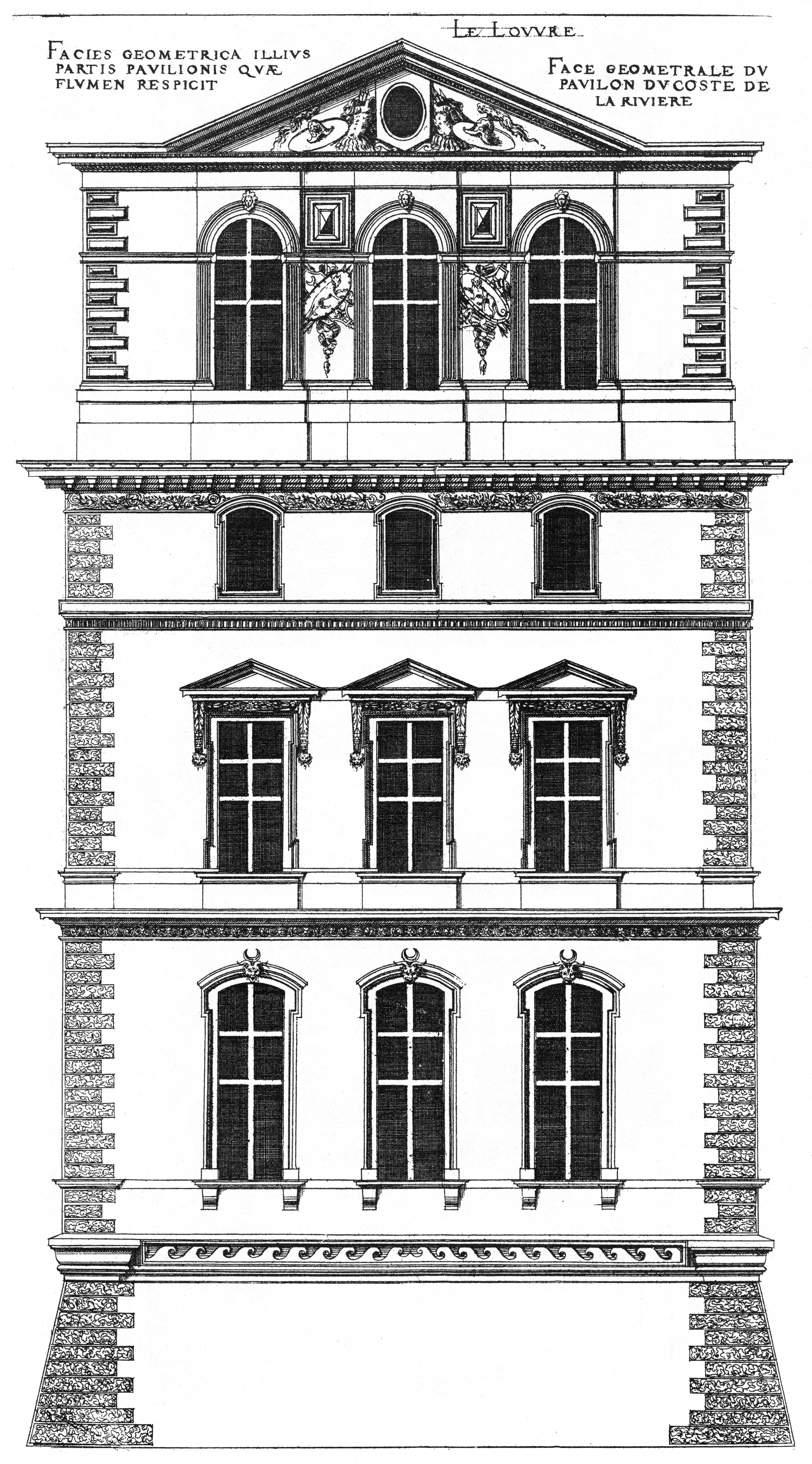
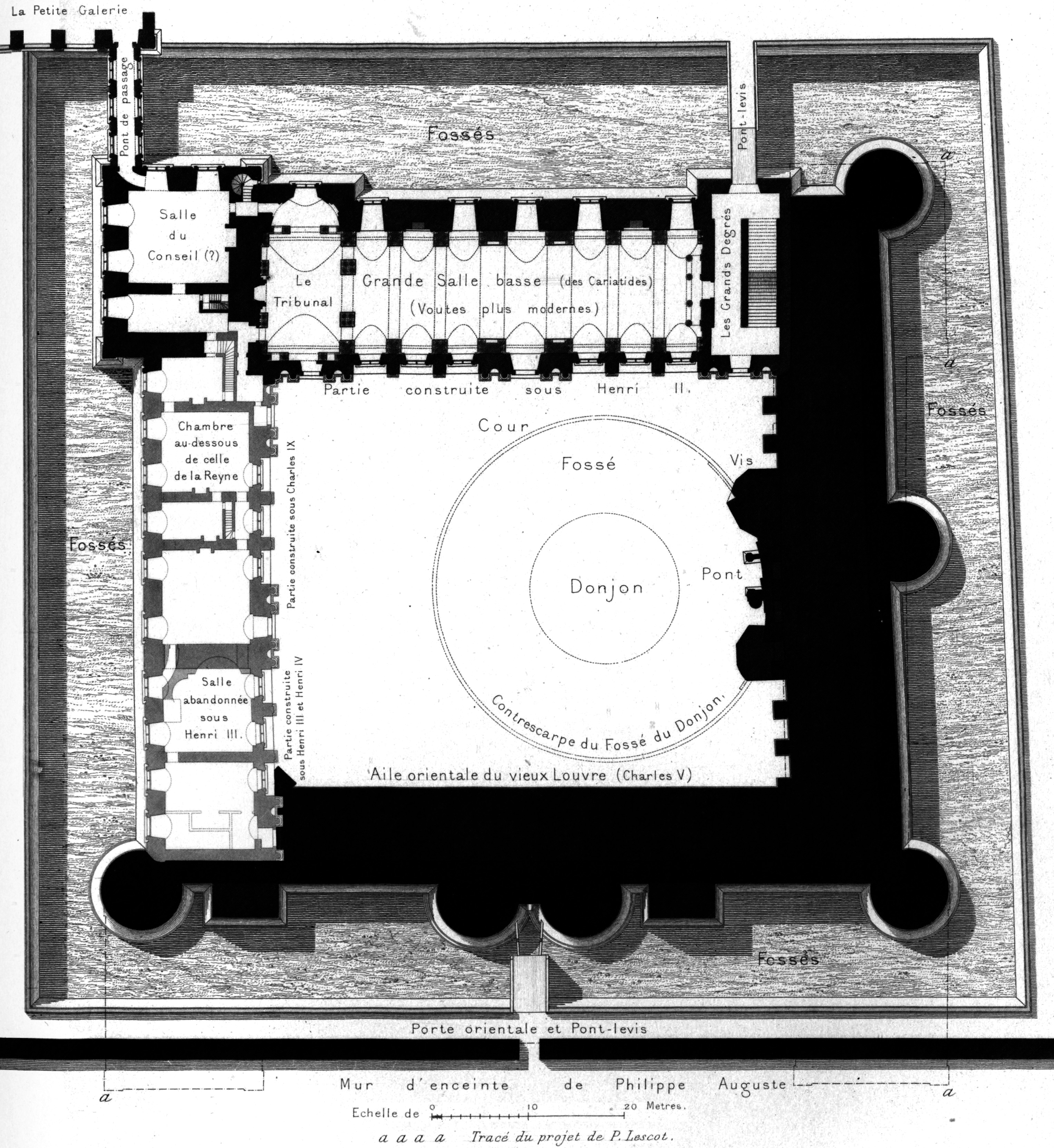
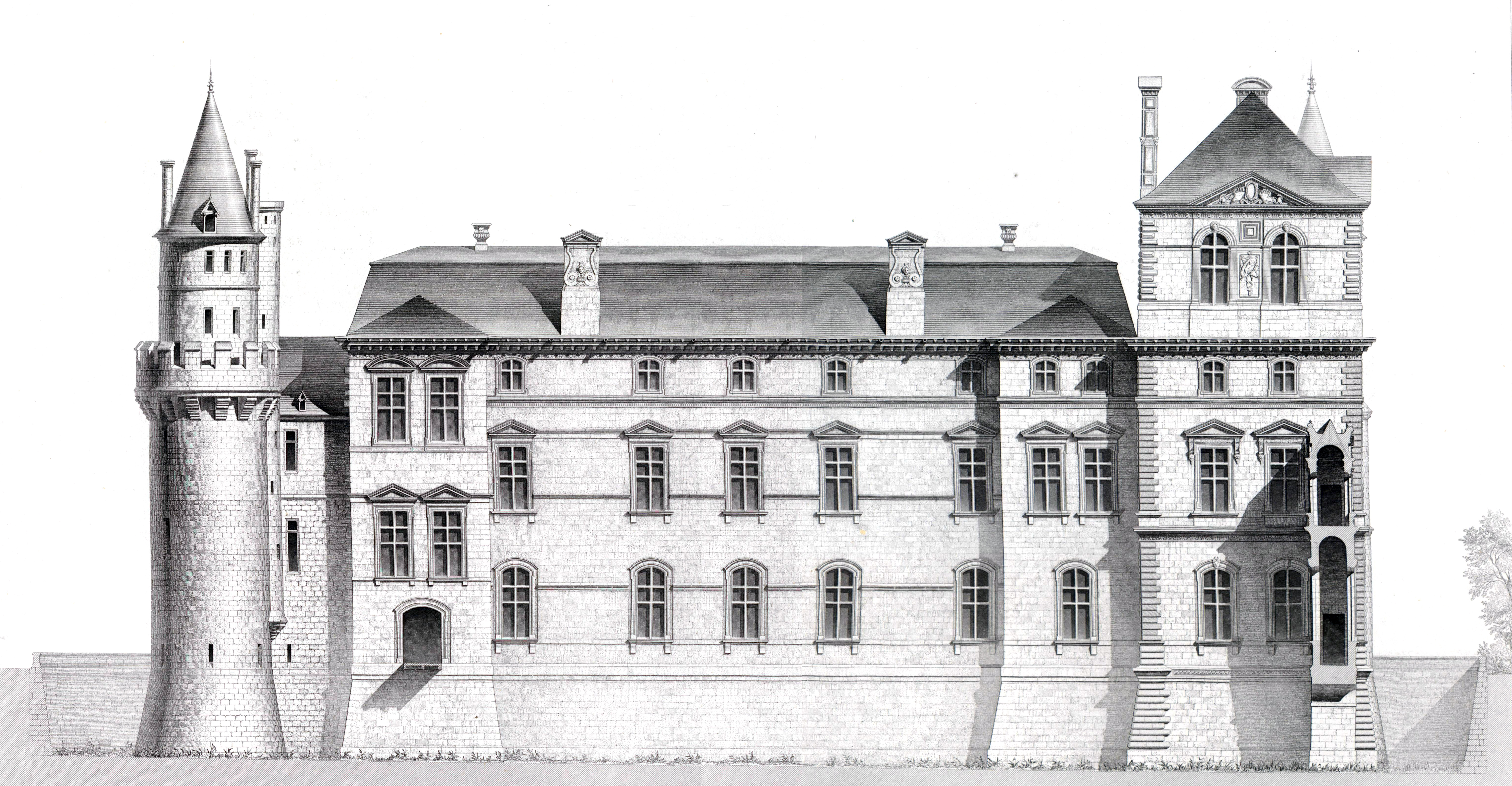
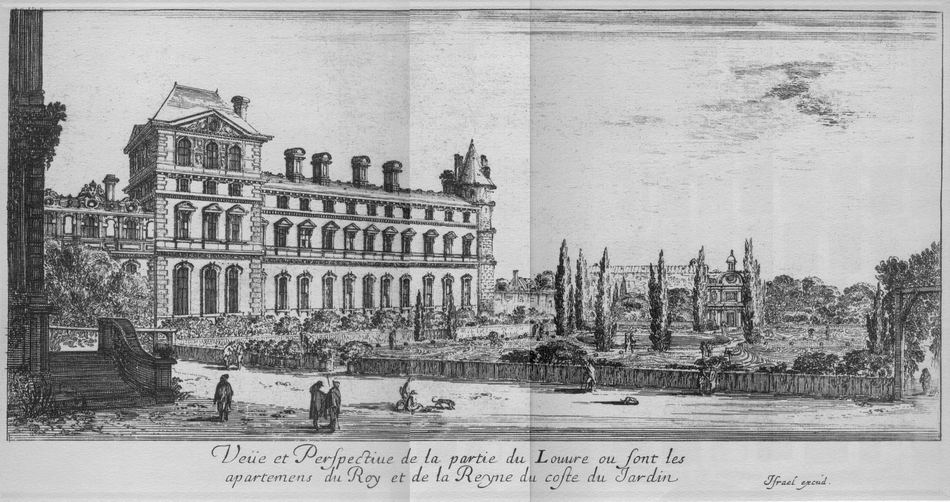
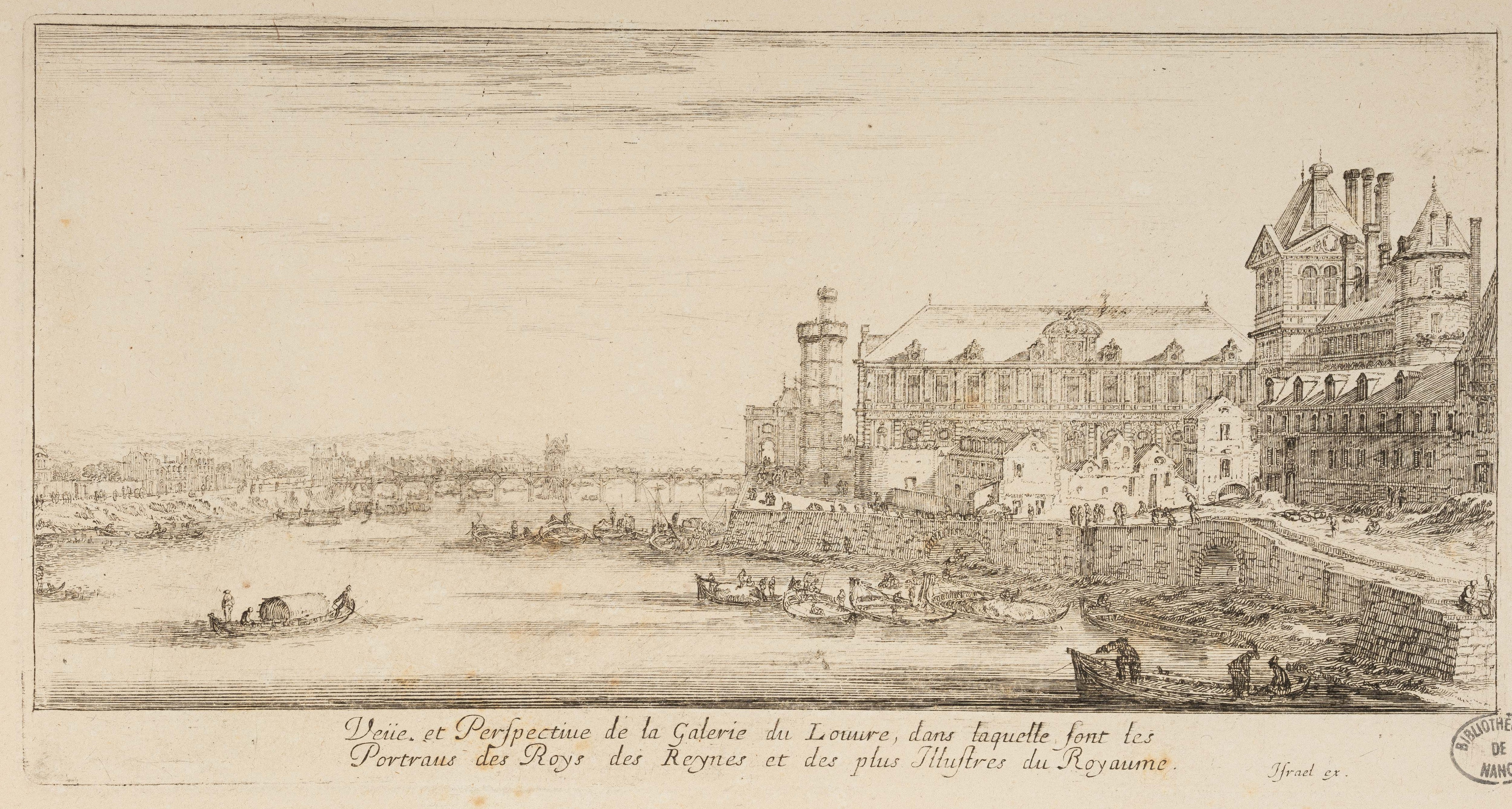